# Соловейко вогнистогорлий
Солове́йко вогнистогорлий (Calliope pectardens) — вид горобцеподібних птахів родини мухоловкових (Muscicapidae). Мешкає на Тибетському нагір'ї і в горах Китаю.

## Опис
Довжина птаха становить 14,5—15 см. У самців верхня частина тіла темно-сірувато-коричнева, крила і хвіст чорнувато-коричневі. Голова з боків і шия чорні. На шиї з боків над плечима є білі плями. На горлі і центральній частині грудей є яскраво-оранжева або вогнисто-червона пляма. Живіт білуватий. Біля основи хвіст має вузькі білі краї. У самиць верхня частина тіла коричнева, нижня частина тіла охриста, центральна частина живота білувата, білі плями на хвості відсутні. Очі темно-карі, дзьоб чорний, лапи рожевувато-коричневі.

## Поширення і екологія
Вогнистогорлі соловейки гніздяться на південному сході Тибету, та в провінціях Сичуань і Юньнань, зокрема в горах Емейшань і в заповіднику Волун. Взимку вони мігрують на південь, до Північно-Східної Індії (Аруначал-Прадеш, Мегхалая, Західний Бенгал), Бангладеш (Сундарбан), західної М'янми, спостерігалися на півночі Таїланду. Вогнистогорлі соловейки живуть в густих високогірних чагарникових заростях і в бамбукових лісах в долинах річок, на висоті від 2800 до 3700 м над рівнем моря. Живляться безхребетними, яких шукають в лісовій підстилці.

## Збереження
МСОП класифікує стан збереження цього виду як близький до загрозливого. За оцінками дослідників, популяція вогнистогорлих соловейків становить від 10 до 20 тисяч дорослих птахів. Їм загрожує знищення природного середовища.